# 稷州
稷州，中国唐朝时设置的州。
唐高祖武德三年（620年），分雍州武功县、盩厔县、好畤县、扶风县置稷州。治所在武功县（今陕西省武功县），取名于“后稷封邰”的传说。同现年，郿县（今陕西省眉县）、凤泉县来属。武德四年（621年），围川县（今陕西省扶风县）来属。武德七年（624年），郿县改属岐州。唐太宗贞观元年（627年），废除稷州、扶风县（今陕西省武功县长宁镇）。武功县、盩厔县、好畤县（今陕西省永寿县店头镇好畤河村）改属雍州，围川县、凤泉县改属岐州。武周天授二年（691年），分雍州武功县、盩厔县、好畤县、始平县（今陕西省兴平市大阜镇）、奉天县（今陕西省乾县）置稷州，治所在武功县。大足元年（701年），废除稷州，五县改属雍州。
历任刺史
- 李神符（620年—621年）
- 李元吉（621年—625年）
- 丘和（626年）
- 张知謇（圣历年间）